# Gran Premio di superbike di Phillip Island 1992
Il Gran Premio di Superbike di Phillip Island 1992 è stata la dodicesima prova su tredici del Campionato mondiale Superbike 1992, è stato disputato il 18 ottobre sul circuito di Phillip Island e ha visto la vittoria di Kevin Magee in gara 1, mentre la gara 2 è stata vinta da Raymond Roche.
Diversamente dall'anno precedente, anche perché la classifica del campionato era ancora indefinita, la gara non è stata disertata dai team europei e sono stati 40 i piloti ammessi al via.

## Risultati

### Gara 1

#### Arrivati al traguardo[3]
| Pos. | Nº | Pilota               | Motocicletta | Tempo     | Griglia | Punti |
| ---- | -- | -------------------- | ------------ | --------- | ------- | ----- |
| 1º   | 14 | Kevin Magee          | Yamaha       | 36:25.230 | 3º      | 20    |
| 2º   | 1  | Doug Polen           | Ducati       | +0:09.260 | 1º      | 17    |
| 3º   | 4  | Stéphane Mertens     | Ducati       | +0:09.480 | 5º      | 15    |
| 4º   | 13 | Aaron Slight         | Kawasaki     | +0:09.830 | 4º      | 13    |
| 5º   | 9  | Giancarlo Falappa    | Ducati       | +0:12.050 | 2º      | 11    |
| 6º   | 3  | Robert Phillis       | Kawasaki     | +0:12.250 | 8º      | 10    |
| 7º   | 7  | Carl Fogarty         | Kawasaki     | +0:16.170 | 12º     | 9     |
| 8º   | 77 | Piergiorgio Bontempi | Kawasaki     | +0:17.340 | 13º     | 8     |
| 9º   | 40 | Malcolm Campbell     | Honda        | +0:24.260 | 7º      | 7     |
| 10º  | 27 | Fred Merkel          | Yamaha       | +0:24.550 | 10º     | 6     |
| 11º  | 50 | Michael O'Connor     | Honda        | +0:25.120 | 9º      | 5     |
| 12º  | 5  | Fabrizio Pirovano    | Yamaha       | +0:26.510 | 14º     | 4     |
| 13º  | 51 | Marty Craggill       | Kawasaki     | +0:44.330 | 18º     | 3     |
| 14º  | 12 | Jeffry de Vries      | Yamaha       | +0:47.990 | 24º     | 2     |
| 15º  | 46 | Peter Guest          | Yamaha       | +0:58.460 | 22º     | 1     |
| 16º  | 99 | Steve Martin         | Suzuki       | +1:01.830 | 21º     |       |
| 17º  | 69 | Kirk McCarthy        | Suzuki       | +1:11.370 | 20º     |       |
| 18º  | 35 | Troy Corser          | Yamaha       | +1:25.620 | 25º     |       |
| 19º  | 62 | David Marton         | Kawasaki     | +1 giro   | 33º     |       |
| 20º  | 59 | Tony White           | Kawasaki     | +1 giro   | 34º     |       |
| 21º  | 29 | Paul Gee             | Kawasaki     | +1 giro   | 35º     |       |
| 22º  | 61 | Murray Clark         | Yamaha       | +1 giro   | 39º     |       |
| 23º  | 31 | Wayne Picard         | Honda        | +1 giro   | 40º     |       |
| 24º  | 44 | Daniele Vanolini     | Honda        | +1 giro   | 32º     |       |
| 25º  | 58 | Kieran McGrory       | Honda        | +2 giri   | 30º     |       |
| NC   | 55 | James Knight         | Ducati       | +10 giri  | 27º     |       |

#### Ritirati
| Nº | Pilota            | Motocicletta | Giri     | Griglia |
| -- | ----------------- | ------------ | -------- | ------- |
| 68 | Stephen Tozer     | Honda        | +3 giri  | 38º     |
| 53 | Ed Miller         | Honda        | +6 giri  | 28º     |
| 56 | Roy Leslie        | Ducati       | +7 giri  | 17º     |
| 2  | Raymond Roche     | Ducati       | +10 giri | 11º     |
| 48 | Daniel Amatriaín  | Ducati       | +12 giri | 19º     |
| 91 | Shawn Giles       | Honda        | +12 giri | 29º     |
| 57 | Anthony Trainor   | Suzuki       | +16 giri | 37º     |
| 45 | Mat Mladin        | Kawasaki     | +17 giri | 6º      |
| 75 | Mark Fissenden    | Honda        | +17 giri | 36º     |
| 41 | Adrien Morillas   | Yamaha       | +19 giri | 16º     |
| 30 | Scott Doohan      | Yamaha       | +19 giri | 15º     |
| 38 | Christer Lindholm | Yamaha       | +19 giri | 31º     |
| 47 | Doug Pitman       | Yamaha       | +19 giri | 26º     |

### Gara 2

#### Arrivati al traguardo[4]
| Pos. | Nº | Pilota               | Motocicletta | Tempo     | Griglia | Punti |
| ---- | -- | -------------------- | ------------ | --------- | ------- | ----- |
| 1º   | 2  | Raymond Roche        | Ducati       | 34:59.570 | 11º     | 20    |
| 2º   | 14 | Kevin Magee          | Yamaha       | +0:00.620 | 3º      | 17    |
| 3º   | 13 | Aaron Slight         | Kawasaki     | +0:01.110 | 4º      | 15    |
| 4º   | 1  | Doug Polen           | Ducati       | +0:01.630 | 1º      | 13    |
| 5º   | 45 | Mat Mladin           | Kawasaki     | +0:05.870 | 6º      | 11    |
| 6º   | 5  | Fabrizio Pirovano    | Yamaha       | +0:06.500 | 14º     | 10    |
| 7º   | 77 | Piergiorgio Bontempi | Kawasaki     | +0:09.970 | 13º     | 9     |
| 8º   | 50 | Michael O'Connor     | Honda        | +0:10.180 | 9º      | 8     |
| 9º   | 3  | Robert Phillis       | Kawasaki     | +0:24.510 | 8º      | 7     |
| 10º  | 30 | Scott Doohan         | Yamaha       | +0:26.670 | 15º     | 6     |
| 11º  | 51 | Marty Craggill       | Kawasaki     | +0:32.840 | 18º     | 5     |
| 12º  | 27 | Fred Merkel          | Yamaha       | +0:35.030 | 10º     | 4     |
| 13º  | 12 | Jeffry de Vries      | Yamaha       | +0:42.840 | 24º     | 3     |
| 14º  | 35 | Troy Corser          | Yamaha       | +0:43.090 | 25º     | 2     |
| 15º  | 69 | Kirk McCarthy        | Suzuki       | +0:46.090 | 20º     | 1     |
| 16º  | 99 | Steve Martin         | Suzuki       | +0:46.540 | 21º     |       |
| 17º  | 68 | Stephen Tozer        | Honda        | +1:20.910 | 38º     |       |
| 18º  | 55 | James Knight         | Ducati       | +1:21.150 | 27º     |       |
| 19º  | 58 | Kieran McGrory       | Honda        | +1 giro   | 30º     |       |
| 20º  | 62 | David Marton         | Kawasaki     | +1 giro   | 33º     |       |
| 21º  | 29 | Paul Gee             | Kawasaki     | +1 giro   | 35º     |       |
| 22º  | 31 | Wayne Picard         | Honda        | +1 giro   | 40º     |       |
| 23º  | 57 | Anthony Trainor      | Suzuki       | +1 giro   | 37º     |       |
| 24º  | 44 | Daniele Vanolini     | Honda        | +1 giro   | 32º     |       |

#### Ritirati
| Nº | Pilota            | Motocicletta | Giri     | Griglia |
| -- | ----------------- | ------------ | -------- | ------- |
| 41 | Adrien Morillas   | Yamaha       | +4 giri  | 16º     |
| 48 | Daniel Amatriaín  | Ducati       | +6 giri  | 19º     |
| 75 | Mark Fissenden    | Honda        | +10 giri | 36º     |
| 4  | Stéphane Mertens  | Ducati       | +12 giri | 5º      |
| 61 | Murray Clark      | Yamaha       | +12 giri | 39º     |
| 7  | Carl Fogarty      | Kawasaki     | +14 giri | 12º     |
| 59 | Tony White        | Kawasaki     | +14 giri | 34º     |
| 9  | Giancarlo Falappa | Ducati       | +16 giri | 2º      |
| 38 | Christer Lindholm | Yamaha       | +18 giri | 31º     |
| 56 | Roy Leslie        | Ducati       | +19 giri | 17º     |
| 46 | Peter Guest       | Yamaha       | +19 giri | 22º     |
| 53 | Ed Miller         | Honda        | +19 giri | 28º     |